# Gbongaha
Gbongaha è una città e sottoprefettura  della Costa d'Avorio situata nella regione di Kabadougou, nel dipartimento di Séguélon. Conta una popolazione di 10 407 abitanti (censimento 2014).